# Masatopes catalai
Masatopes catalai là một loài bọ cánh cứng trong họ Cerambycidae.